# خرشنة ألوتيانية
خرشنة ألوتيانية (الاسم العلمي: Sterna aleutica) (بالإنجليزية: Aleutian Tern)‏ هو نوع من الطيور يتبع جنس الخرشنة من الفصيلة النورسية.
سمي هذا النوع نسبة إلى جزر ألوتيان.